# T16 et T16.1 AL et ex-Prusse

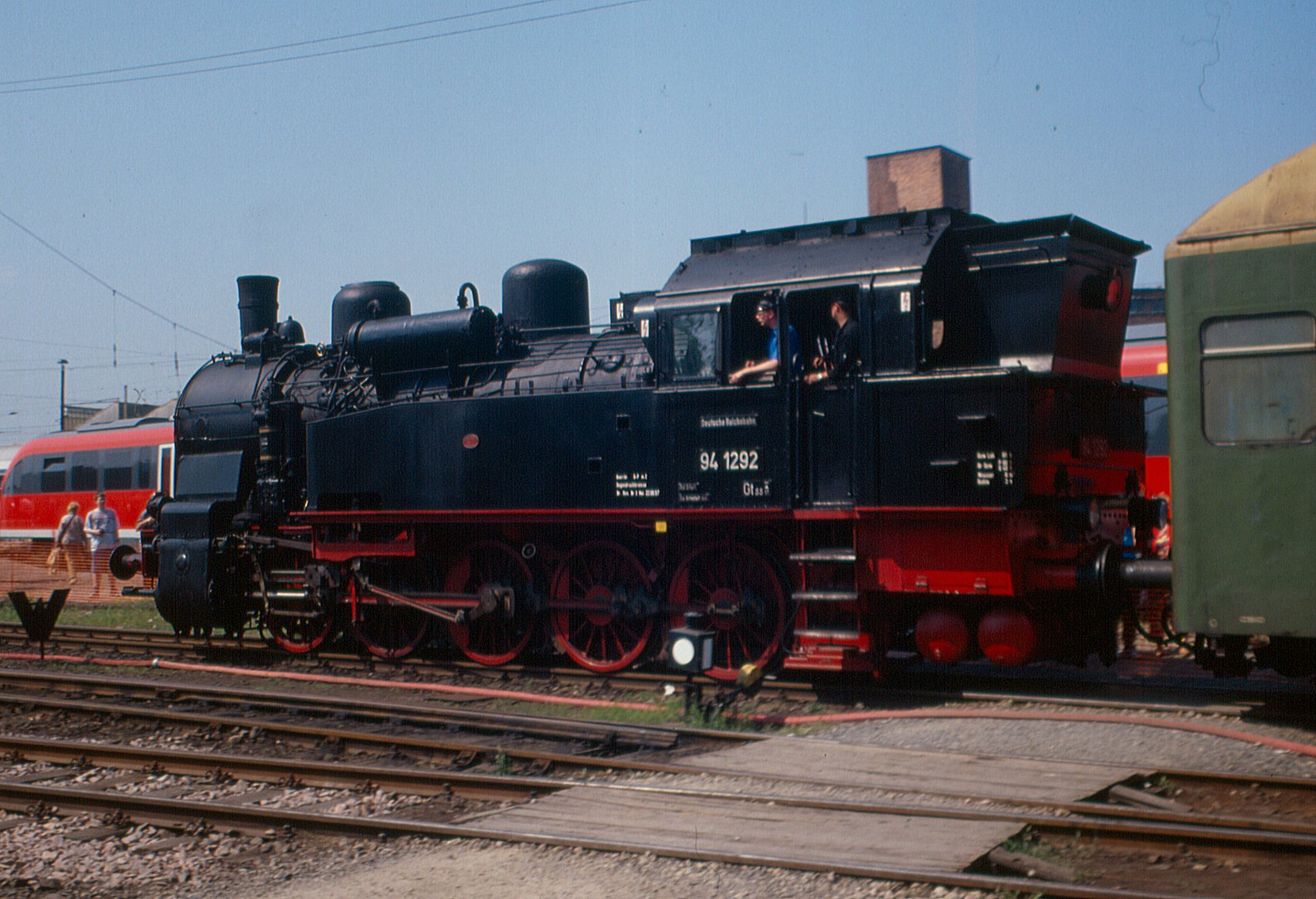
La 94 1292 de la Deutsche Reichsbahn (DR), ancienne T16.1 prussienne en 2000. Cette machine est identique à celles ayant circulé en France.

Les locomotives à vapeur des types T16 et T16.1 ont été mises en service pour les chemins de fer du royaume de Prusse (KPEV) à partir de 1906 jusqu'en 1924.

## Genèse
Ces locomotives-tender étaient en fait regroupées autour de trois types légèrement différents : les premières T16, qualifiées aussi par certains de T16.0 (les premières séries diffèrent des suivantes par la conception de leur distribution), les T16 proprement dites, puis, à partir de 1914, les T16.1, légèrement plus lourdes et un peu plus puissantes, version revue et corrigée par les conceptions de l'ingénieur prussien Robert Garbe. Classées dans la catégorie des Güterzugtenderlokomotiven (locomotives-tender pour trains de marchandises) de la classe des 050 T, elles étaient considérées comme l'archétype de la locomotive simple et robuste, très en faveur sur de nombreux réseaux européens. Grâce notamment à leur poids adhérant élevé, ces machines assurèrent un travail très apprécié tant de manœuvres, que de trains de marchandises locaux.
Les T16 ont été construites jusqu'en 1913 à 343 exemplaires pour les KPEV et ont été regroupées dans la série 94.2-5 par la Deutsche Reichsbahn (DRG) en 1925. Les T16.1, quant à elles, arrivèrent au chiffre respectable de 1236 locomotives, construites pour les KPEV, mais aussi pour les chemins de fer du grand-duché de Bade. Elles ont été regroupées par la DRG dans la série 94.5-17. Les dernières T16 ont été réformées en 1968, et les T16.1 poursuivirent leur carrière jusqu'en 1974.
Toutes les T16 prussiennes eurent le même constructeur : Schwartzkopff de Berlin, sauf les 12 T16 (EL) construites par l'EMBG de Graffenstaden en Alsace-Lorraine.
Les T16.1 mises en service avant 1921 ont été presque toutes construites par Schwartzkopff, sauf les T16.1 (EL) et un petit contingent de T16.1 prussiennes construites par l'EMBG Grafenstaden en 1915 ; celles construites de 1921 à 1924 ont été partagées entre Schwartzkopff, Hanomag, Henschel et Linke-Hofmann.
Une T16 figurait à l'exposition de Milan de 1906. Les bonnes performances et la simplicité d'usage de ce modèle conduisirent la Compagnie des chemins de fer du Midi et la Compagnie du chemin de fer de Paris à Orléans à commander chacune cinq exemplaires, construits en Allemagne en 1908 par Schwartzkopff, suivis par de nombreux exemplaires assemblés en France de 1909 à :
- les 050 T Midi 5001 à 5047
- les 050 T PO 5501 à 5525

À la fin de la Première Guerre mondiale, un certain nombre de ces machines furent attribuées à des compagnies étrangères, dont françaises, au titre des prestations d'Armistice.

## Utilisation et service

### En France

#### T16 8101 à 8112 et T16.1 8113 à 8118 (AL)
Les Chemins de fer impériaux d'Alsace-Lorraine (EL), alors sous administration allemande, passèrent également commande de douze T16 en 1913 et de six T16.1 en 1914, toutes construites par l'EMBG de Graffenstaden en Alsace. À la suite de la Première Guerre mondiale, la nouvelle administration des chemins de fer, le réseau ferroviaire d'Alsace-Lorraine (AL) dut constater la perte de quatre T16 et de trois T16.1 restées en Allemagne : elles furent immatriculées par la DRG sous les numéros 94 454 et 94 462 à 94 464 (T16 8102, 8106 et 8108) et 94 1378 à 94 1380 (T16.1 8113, 8115 et 8116). Avant la création de la DRG, en 1920, les 8113 et 8115 avaient été immatriculées aux Chemins de fer de l'État de Bade.
Les onze machines restantes ont été reprises par la SNCF à sa création en 1938 et immatriculées 1-050 TA 101 à 118. Pendant la Seconde Guerre mondiale, les Allemands utilisèrent intensément la série et deux autres locomotives (les ex 8107 et 8114) furent perdues. La 8114 fut récupérée par la Deutsche Reichsbahn (DR) d'Allemagne de l'Est, conservée sous le numéro 94 1810 à Erfurt et ne sera radiée qu’en 1974.
Elles connurent les dépôts de Thionville, Metz, Hausbergen et Mulhouse-Nord où se trouvaient les grands triages du réseau AL. Les dernières machines de la SNCF éteignirent leurs feux en 1955.

#### 5501 à 5525 (Nord)

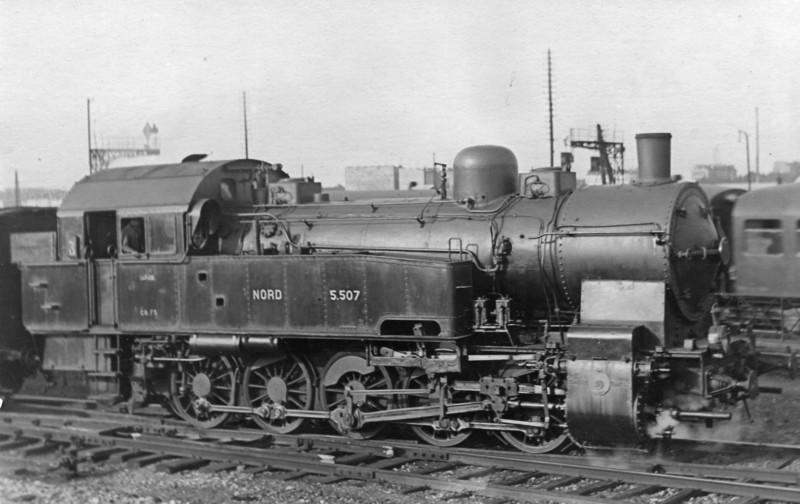
La 5.507 des Chemins de fer du Nord

La Compagnie des chemins de fer du Nord reçut de la commission d'Armistice à partir de 1919 vingt-cinq locomotives des deux séries :
- 5501 et 5502 appartenant à la sous-série dite T16.0 ,
- 5503 et 5504 de la série T16 proprement dite,
- 5505 à 5525 de la série T16.1.

Ces machines, très appréciées du personnel pour leur puissance et leur poids adhérent, rendirent un service appréciable, notamment dans les dépôts miniers. Au cours de leur carrière, elles furent "nordifiées" et perfectionnées : porte de boîte à fumées type « Nord », pompe bi-compound, traitement "T.I.A." L'ensemble de ces machines fut incorporé par la SNCF et portèrent les numéros 2-050 TB 1 à 25. Ces machines étaient réparties dans les dépôts de : La Plaine, Lens, Béthune, Arras et Valenciennes. Les T16 furent les premières réformées, le reste de la série disparut en 1955.
À partir de 1938, des 050 T Midi 5001 à 5047 et des 050 T PO 5501 à 5525, chassées par l'électrification des lignes du massif central et du Midi, furent mutées sur la région nord et immatriculées dans la série 2-050 TE. Ces locomotives directement dérivées des T16 disparaîtront à la fin des années 1950.

#### 5801 à 5831 puis 5 AT 1 à 31 (PLM)
La Compagnie du chemin de fer Paris-Lyon-Méditerranée hérita de la commission d'armistice de trente-une machines qui se répartissaient dans les mêmes séries :
- 5801 à 5807 puis 5 AT 1 à 7 du type T16.0
- 5808 à 5812 puis 5 AT 8 à 12 du type T16 normal,
- 5813 à 5831 puis 5 AT 13 à 31 du type T16.1

L'ensemble de la série fut récupéré par la SNCF et immatriculé 5-050 TA 1 à 31. Elles étaient réparties entre les dépôts de Miramas, Villeneuve-Saint-Georges, Ambérieux et Lyon-Vaise. Elles furent réformées vers 1953.

### En Belgique
53 locomotives ont été affectées à la Belgique après la Première Guerre mondiale. Il s'agissait de 19 T16 et 34 T16.1. Elles sont numérotées dans le Type 98 entre 9801 et 9896 (sans distinction entre T16 et T16.1).
Quatre exemplaires parmi les plus anciennes (1907 et 1909) sont radiées en 1928 et une autre en 1931.
Elles sont presque immédiatement regroupées dans la région liégeoise, comme locomotives d'allège (en pousse voire en renfort de la locomotive de tête) sur les plans inclinés de Liège ainsi qu'aux manœuvres à Liège-Guillemins, Vivegnis, Bressoux, Kinkempois et Herstal. Celles du dépôt de Renory remorquaient aussi de lourds trains de produits de l'industrie sidérurgique et charbonnière. À partir de 1923, quatre d'entre-elles sont mutées au dépôt de Liers, remorquant des trains vers Liège, Ans et Tongres. Plusieurs sont aussi affectées à Arlon, puis aussi Montzen (nl), Rivage et brièvement Mariembourg. À partir de 1928, plusieurs déménagent vers Anvers-Dam, Schaerbeek puis Mons pour les manœuvres dans les triages et les dépôts. Après la défaite de 1940, les locomotives de Schaerbeek sont affectées à Hasselt.
Durant l'occupation de la Belgique, les Allemands réquisitionnent l'ensemble de la série en 1941. Seules 11 locomotives (dont neuf T16.1) sont retrouvées restituées par l'Allemagne de l'Ouest après 1945. Une petite quarantaine de Type 98 sont perdues (détruites par faits de guerre ou conservées par l'Allemagne communiste et les pays du bloc de l'Est). En 1946, elles furent renumérotées, dans le désordre, 98.001 à 048, uniquement sur papier pour la plupart.
Les 11 Type 98 restantes furent affectés aux manœuvres à Anvers Montzen ou à la pousse sur les plans inclinés de Liège avec des Type 93 (Armistice) et des Type 99 (ex Nord-Belge). Dispersées après l'électrification de la ligne Bruxelles - Liège, elles assurent les manœuvres dans la province de Liège et ne seront radiées qu'entre 1960 et 1963.
Parmi les Type 98 non restituées :
- les 9824 et 9841, retrouvées irréparables en zone d'occupation soviétique en Autriche, sont démolies en 1953 avec l'accord de la SNCB ;
- les 9802, 9818, 9837-9838, 9844, 9847, 9856, 9864-9865 et 9880 restent en Allemagne de l'Est où elles reçurent les matricules DR 94 1801 à 1819 et 94 1811 ; elles furent mises hors-service de 1965 à 1972 ;
- les 9809-9810, 9813-14, 9839, 9842, 9863 et 9870 se retrouvent en Pologne (PKP) ;
- la 9803 est immatriculée par les chemins de fer de Tchécoslovaquie (ČSD).

## Description
Ces machines à cinq essieux accouplés avaient un moteur à deux cylindres de grand diamètre à simple expansion. Le foyer était un foyer de type « Crampton » et l'échappement était fixe du type « Allemand ». La distribution était extérieure du type Heusinger avec une glissière unique, la bielle motrice attaquant l'essieu médian, sauf les premières T16 (qualifies par certains de T16.0) dont la bielle motrice s'appuyait sur le quatrième essieu avec une distribution de type « Gölsdorf (de) ». Le deuxième et quatrième essieux était fixes, les autres bénéficiaient d'un déplacement latéral permettant à la machine de prendre des courbes de 200 m de rayon. Les locomotives de l'AL disposaient de freins de type « Westinghouse ». Toutes étaient équipées de surchauffeurs. Il n'y eut aucune mutation inter-réseaux et inter-régions.

## Caractéristiques
- Pression de la chaudière : 12 kg/cm2
- Surface de grille : 2.22 m2 (pour les T16), 2.24 m2 (pour les T16.1)
- Surface de chauffe : 134.14 m2 (pour les T16), 126.99 m2 (pour les T16.1)
- Surface de surchauffe : 41.40 m2(pour les T16), 45.27 m2 (pour les T16.1)
- Diamètre et course des cylindres : 610 mm × 660 mm
- Diamètre des roues motrices : 1 350 mm
- Capacité des soutes à eau : 7 m3 (pour les T16), 8 m3 (pour les T16.1)
- Capacité de la soute à charbon : 2 t (pour les T16), 3 t (pour les T16.1)
- Masse en ordre de marche : 73,9 t (pour les T16.0), 76,2 t (pour les T16) et 80,5 t (pour les T16.1)
- Longueur hors tout : 12,50 m
- Vitesse maxi en service : 40 km/h (60 km/h pour quelques T16.1 avec «train de roulement normalisé»)